# Critters
Critters is een Amerikaanse horrorfilm uit 1986 onder regie van Stephen Herek. De film is het eerste deel in een serie van vier. Herek maakte met deze film zijn debuut als regisseur.

## Rolverdeling
| Acteur               | Personage                |
| -------------------- | ------------------------ |
| Dee Wallace          | Helen Brown              |
| M. Emmet Walsh       | Harv                     |
| Billy Bush           | Jay Brown                |
| Scott Grimes         | Brad Brown               |
| Nadine van der Velde | April Brown              |
| Don Keith Opper      | Charlie McFadden         |
| Billy Zane           | Steve Elliot             |
| Ethan Phillips       | Jeff Barnes              |
| Terrence Mann        | Ug/Johnny Steele         |
| Jeremy Lawrence      | Reverend Miller/Preacher |
| Lin Shaye            | Sally                    |
| Corey Burton         | De stem van de Critters  |
| Adele Malis-Morey    | Vrouw #1                 |
| Patrick McAreavy     | Dr. Critter              |

## Opvolgers
Op Critters volgden vier vervolgfilms:
- Critters 2: The Main Course (1988)
- Critters 3 (1991)
- Critters 4 (1992)
- Critters Attack (2019)

En een tv-serie:
- Critters: A New Binge (2019)